# Scotoplanetes arenstorffianus
Scotoplanetes arenstorffianus is een keversoort uit de familie van de loopkevers (Carabidae). De wetenschappelijke naam van de soort is voor het eerst geldig gepubliceerd in 1913 door Absolon.